# Quintin Young
|  | No s'ha de confondre amb Quentin Young. |

Quintin Young (19 de setembre de 1947, Irvine, Escòcia) fou un futbolista escocès professional, conegut sobretot per haver jugat als Rangers FC de Glasgow.

## Carrera esportiva
- 1969-71: Ayr United FC d'Ayr, South Ayrshire.
- 1971-73: Coventry City FC a Anglaterra.
- 1973-76: Rangers FC de Glasgow.
- 1976-80: East Fife FC, de Fife (Methil)

Amb els Rangers va jugar a la primera Supercopa d'Europa, l'any 1972, contra l'Ajax d'Amsterdam de Johan Cruyff, marcant un gol, malgrat que el seu equip va perdre.